# Khaled Ayari
Khaled Ayari (Ariana, 17 gennaio 1990) è un calciatore tunisino, attaccante dell'Alisontia Steinsel.

## Carriera

### Club
Ha giocato nella prima divisione dei campionati tunisino, bulgaro e lussemburghese, e nella seconda divisione francese.

### Nazionale
Ha giocato nella nazionale tunisina Under-17.

## Palmarès

### Club

#### Competizioni nazionali
- Campionato tunisino: 2

Espérance: 2013-2014, 2016-2017
- Coppa di Tunisia: 1

Espérance: 2015-2016